# Gánovce (przystanek kolejowy)
Gánovce – przystanek kolejowy we wsi Gánovce w kraju preszowskim na linii kolejowej nr 180 na Słowacji.